# Polyvinylether
| Polyvinylether         |
| ---------------------- |
| Polyvinylmethylether   |
| Polyvinylethylether    |
| Polyvinylisobutylether |

Polyvinylether  bilden eine Gruppe von Kunststoffen die gelbbraun gefärbt sind und einen typischen Geruch besitzen. Sie zählen zu den öligen bis wachsartigen Thermoplasten.

## Herstellung
Polyvinylether werden aus den Vinylethern durch Kettenpolymerisation – z. B. mit Bortrifluorid und Spuren Wasser – hergestellt. In der Praxis kommen dabei die Techniken der Block-, Emulsions- oder Lösungspolymerisation zum Einsatz. Namentlich Polyvinylmethylether (Lutonal M), Polyvinylethylether (Lutonal A) und Polyvinylisobutylether (Oppanol) werden erzeugt.

### Copolymerisate
Auch Copolymerisate aus
- Vinylethern und
- Vinylchlorid, Acrylnitril oder Acrylsäureester

werden hergestellt.

## Verwendung
- Polyvinylmethylether dient als Schlichte- und Emulgierungsmittel sowie zur Wärmesensibilisation von Kautschukemulsionen.[1]

- Polyvinylethylether ist wasserunlöslich und wird zur Lederpräparation sowie zur Herstellung von Leimen und Lacken eingesetzt.[1] Als Kaugummi-Grundmasse ist ein Gemisch aus Polyvinylethylether und Polyvinylisobutylether zugelassen.[2]

- Polyvinylisobutylether wird in der Klebetechnik sowie als Überzugs- und Imprägnierungsmittel verwendet.[1]